# قانون‌نامه گیگاس

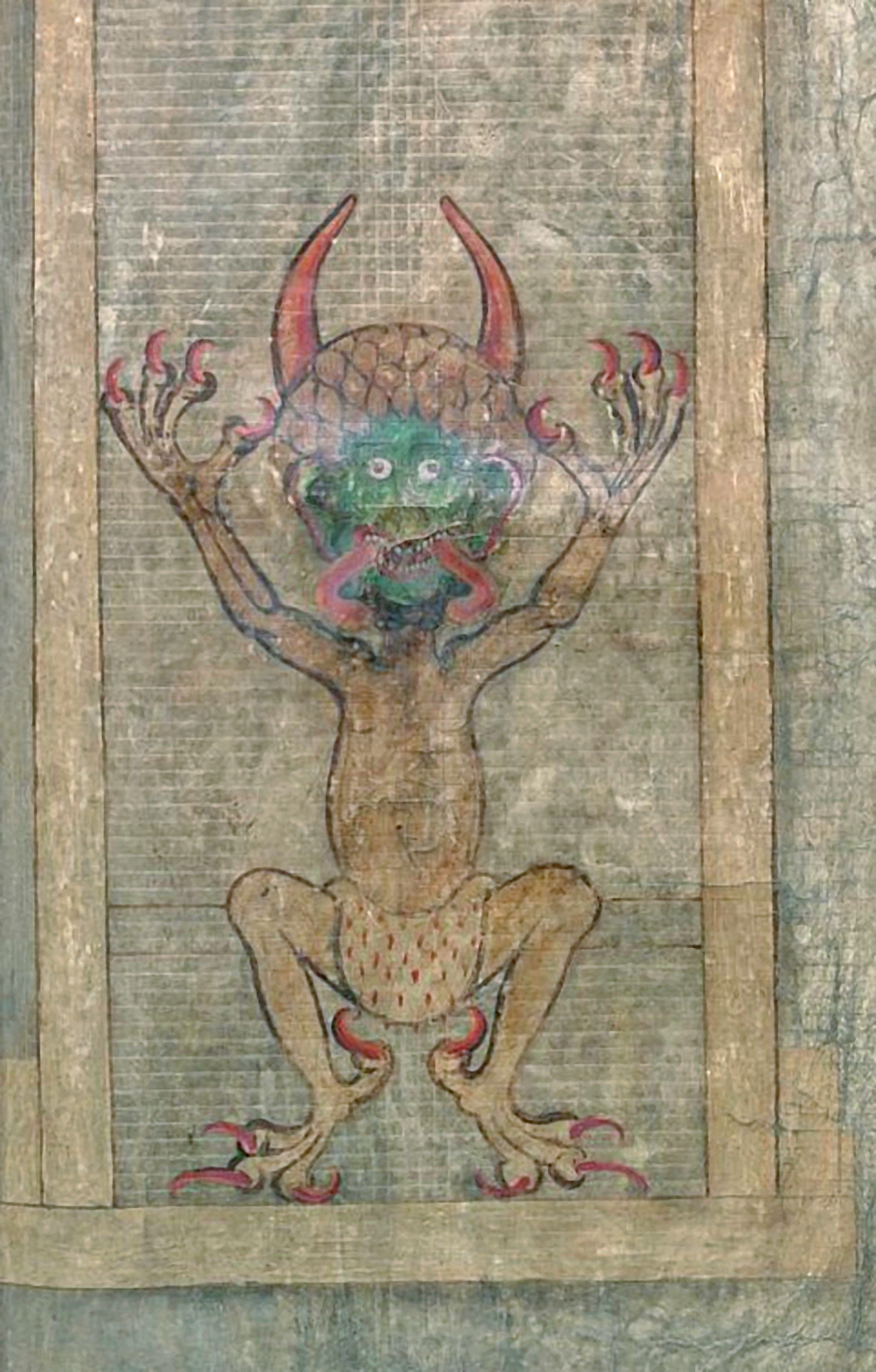
تصویر شیطان Folio 290 recto.

دست نوشته‌های گیگاس(به انگلیسی: Codex Gigas) کتاب عظیم و غول پیکری است که از ۸۰۰ سال پیش (قرون وسطی) به جامانده و حاوی متن‌ها و گفتارهای تورات به صورت محاوره است. این مستندات که بزرگترین نسخه خطی جهان از قرون وسطی می‌باشد بر روی پوست گاو و الاغ نوشته شده.اما نکته جالب در این کتاب مذهبی که باعث شده نام آن را “انجیل شیطان” بگذارند نقاشی عجیب و مرموزی است که بدون جهت در صفحه ۲۹۹ این کتاب از شیطان کشیده شده‌است.
در باور عمومی و افسانه ها؛ این طرح توسط شیطان و از طریق مسخ راهبی که روح خودرا به شیطان فروخت در این کتاب کشیده شده‌است که در آن مشغول دهن کجی به انسان‌ها می‌باشد.
طول هر صفحه کتاب ۹۲ سانتی‌متر و عرض هر ورق ۵۰ سانتی‌متر می‌باشد. این کتاب ۳۲۰ صفحه‌ای در جلدی چوبی و فلزی و چرمی قرار دارد و دارای ۳۱۰ صفحه می‌باشد  و وزن آن ۷۴ کیلو گرم است. این کتاب در قرن ۱۳ و در کشور چک نوشته شده، اما در سال ۱۶۴۸ و در طول جنگ‌های سی ساله توسط ارتش سوئد به یغما برده شد و امروز در کتابخانه ملی سوئد در استکهلم نگهداری می‌شود.